# سن بنوانتیو (نیویورک)
سن بنوانتیو (به انگلیسی: St. Bonaventure) یک منطقهٔ مسکونی در ایالات متحده آمریکا است که در شهرستان کاتاراگوس، نیویورک واقع شده‌است. سن بنوانتیو ۵٫۵ کیلومتر مربع مساحت و ۲٬۰۴۴ نفر جمعیت دارد و ۴۳۵ متر بالاتر از سطح دریا واقع شده‌است.